# Lazăr Comănescu
Lazăr Comănescu, né le 4 juin 1949 à Horezu, est un diplomate et homme politique roumain.
Il est ministre des Affaires étrangères de Roumanie d'avril à décembre 2008,, puis de nouveau en novembre 2015 et janvier 2017.

## Biographie
Lazăr Comănescu est né le 4 juin 1949, à Horezu (Vâlcea) (Roumanie). Après avoir suivi des cours de commerce international à l'Académie de sciences économiques de Bucarest (1972), il a obtenu le master de « Civilisation et langue française contemporaine » de l'université de la Sorbonne (1973) et le titre de docteur en relation économiques internationales de l'Académie de sciences économiques de Bucarest (1982). 
Entre 1972 et 1982 il a travaillé au sein du département « Organisations économiques internationales » du Ministère des affaires étrangères de Roumanie. Après l'obtention du titre de docteur, il devient maître de conférence au département de relations économiques internationales de l'Académie de sciences économiques de Bucarest (1982-1990). Après la Révolution de décembre 1989, Lazăr Comănescu revient au Ministère des affaires étrangères où il est d'abord conseiller, ensuite (après 1993) ministre-conseiller de la Mission de Roumanie à l'Union européenne - Bruxelles (1990-1994), directeur de la Direction du Ministère pour l'Union Européenne (1994-1995), et finalement Directeur général, conseiller du Ministre et directeur de cabinet (1995).
À partir de 1995, Lazăr Comănescu est nommé secrétaire d'État au ministère des Affaires étrangères (1995-1998). Dans la même période il travaille comme professeur associé à l'Académie de sciences économiques. Entre 1998 et 2008 il est ambassadeur de Roumanie auprès de l'Union Européenne (à Bruxelles). 
Lazăr Comănescu est membre du Conseil consultatif scientifique de l'Institut européen de Roumanie, du Conseil scientifique de l'Institut roumain d'études internationales et membre fondateur du Forum de l'Europe centrale à Varsovie. 
Depuis le 1er juillet 2021 il est secrétaire général de l'Organisation de coopération économique de la mer Noire.
En 2000 il a reçu l'Ordre national « service honorable » au grade de grand officier.
Lazăr Comănescu parle couramment le français et l'anglais et a une bonne maîtrise de l'espagnol et de l'allemand. 
Il est marié avec Mihaela Comănescu et a une fille, Alina Comănescu.

## Publications
Lazăr Comănescu a signé et cosigné plusieurs manuels universitaires (en roumain), dont les plus notables sont : 
- L'Économie mondiale (1985, 1990, 1995)
- Les techniques de traduction dans l'économie internationale (1989)
- Dictionnaire de relations économiques internationales (1993)

Il a également publié dans des revues de spécialité comme La tribune économique, La revue roumaine d'études internationales, La revue roumaine de droit communautaire, European Voice (Bruxelles), Bruxelles Capitale Diplomatique (Bruxelles), NATO Economic Colloquium (1995-1999-2001), La revue de l'Europe centrale et orientale (1999), NATO Nations and Partners For Peace (1999), Romanian Journal of European Affairs (2002), Le rapport IDEA - Stockholm (1997) et Nine O'Clock.